# アラビアガム

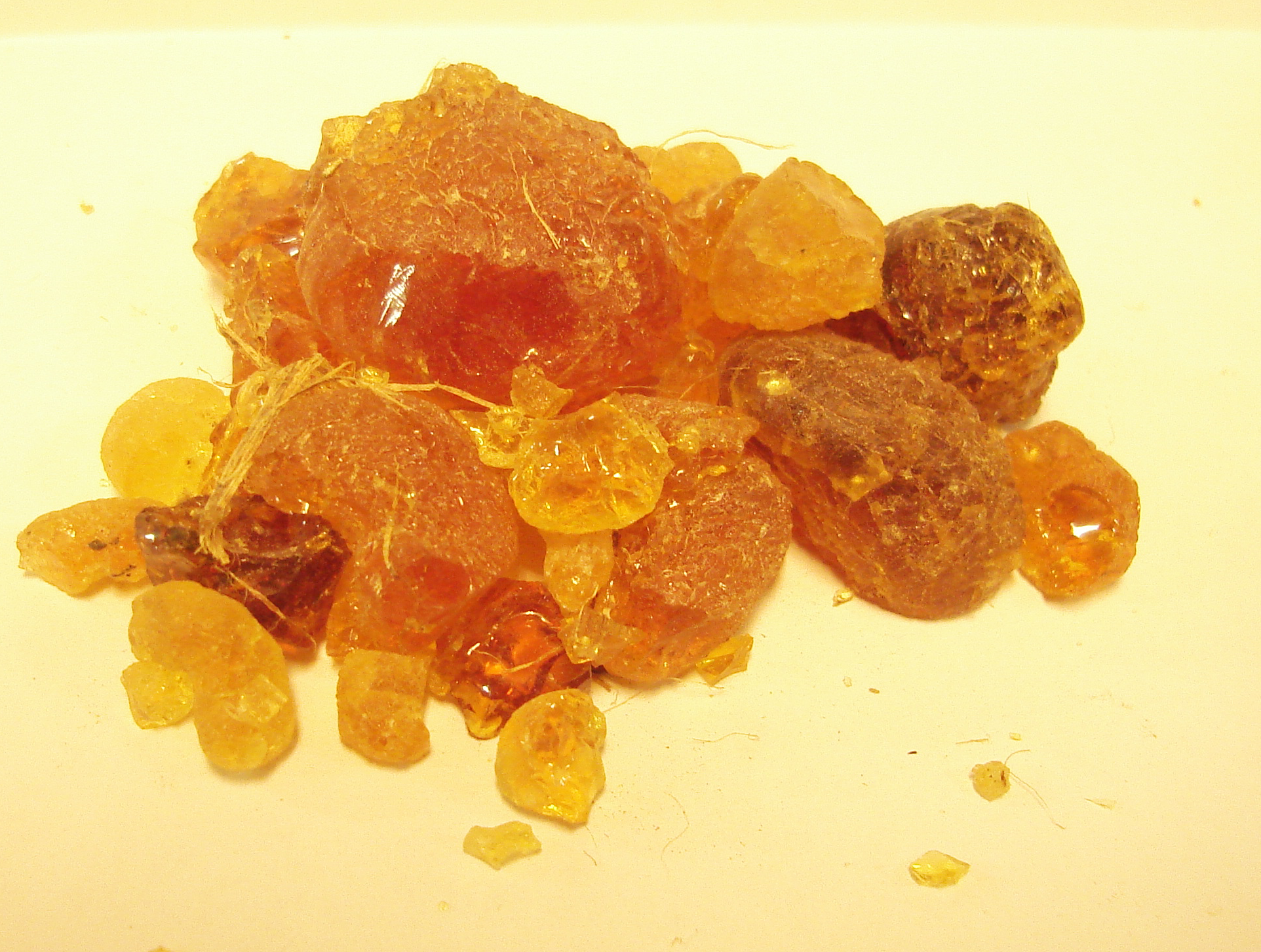
アカシア樹脂

アラビアガム (英語: Gum arabic) は、アフリカ、ナイル地方原産のマメ科ネムノキ亜科アカシア属アラビアゴムノキ (Acacia senegal)、またはその同属近縁植物の樹皮の傷口からの分泌物を乾燥させたもの。吸水するとゼラチン様に膨潤する。別名、アラビアゴム、アカシア樹脂、アカシアガム。
A. senegal以外では、ソマリランドのA. abyssinica、A. glaucophylla、ナイル地方のA. giraffae、コルドバ地方のA. reficiens （Red-bark acacia） 、A. fistula （Red acacia） から色の淡い良品が採取される。自然に生じた樹皮の傷口からも得られるが、効率よく採取するためには雨季が終了する2月から5月にかけて樹皮に切り付けを行う。
食品添加物の分類を行うE番号では、E414であり（アメリカではI414）、増粘剤、乳化剤、安定剤としても用いられる。

## 産地
主産地はスーダン、チャド、ナイジェリア、セネガル、マリ、ケニアなど。
世界全体のアラビアガム輸出量に占めるスーダンの割合は、フランス開発庁の2020年代の調査では約7割にのぼる。1989年にクーデターによって、オマル・アル＝バシールが独裁政権を敷き、アメリカは経済制裁によって輸出を規制したが、アラビアゴムだけは規制から外された。
採取は、20世紀初頭からは、ラバータッピングと呼ばれる方法が用いられる。
日本ではアカシアといえば同じマメ科でも比較的縁の遠いニセアカシアが一般的であり、真のアカシア属の植物は日本ではあまり一般的ではないが、関東以南にしばしば植栽されるフサアカシア（ミモザ）の樹皮を降雨時に観察すると、傷のある部分に水を吸って褐色のゼリー状に膨潤したアラビアゴムを見ることができる。

## 成分
弾性ゴムがイソプレンの重合した炭化水素から成るのに対し、アラビアゴムの主成分は多糖類であり、アラビノガラクタン（75-94％）、アラビノガラクタン－プロテイン（5-20％）、糖タンパク質（1-5％）の混合物である。細胞壁を構成するヘミセルロースとはカルボキシル基が遊離している点が異なり、通常カルシウム塩となっている

## 用途等
乾燥品は不規則な粒状や塊状で良品は淡黄色。劣等品は褐色や赤色に着色する。水に対する溶解性が高く、水溶液は強い粘性を示し、良好な乳化安定性を示すため、食品添加物のうち、乳化剤や安定剤として飲料や食品に広く用いられている。
身近なところではアイスクリームなどの菓子類や、ガムシロップが典型的な用途である。また医薬品の錠剤のコーティング剤や、絵具(ガッシュ)、インクなどの工業製品にも用いられている。特に水彩絵具の固着材はアラビアガムである。乾燥時にべたつかず、わずかな水分で速やかに粘性を示すので、切手の接着面の糊にも使用されている。
ワインの安定剤にも用いられる。
以前は植物標本を台紙に固定するテープの糊にもよく使われたが、今日では博物館や植物園のように大量に使用する施設では熱固定式の合成接着剤に移行している。ダニや微小昆虫を半永久プレパラートにするときに用いるガム・クロラール液やホイヤー液などのガム・クロラール系封入剤は、アラビアガムと抱水クロラールを主成分とする。

## 類似品
同じアカシア属から得られるが産地が異なるため別の名称で呼ばれるものに、インドのインドアカシアゴム、東アフリカの東アフリカゴム、オーストラリアのワットルゴム（オーストラリアゴム、英: Wattles）がある。また、アカシア属以外にもアラビアゴムとよく似た多糖類質の分泌物を樹皮の傷から分泌する樹木がいくつか知られている。地中海東部地方に自生するゲンゲ（レンゲ）と同属のマメ科低木Astragalus gummifer（Goat's-thorn）から得られるものはトラガカント（トラガカンス、タラカントゴム、トラガカントゴム、Gum Tragacanth）と呼ばれ、アラビアゴムとほぼ同じ用途に供される。一昔前に微小昆虫の標本作製に際して台紙貼り付けに用いられる接着剤といえばトラガカントゴムが定番であった。他にもバラ科サクラ属のサクラやモモの樹皮や若い果実に傷がつくと、アラビアゴムとよく似た多糖類質の分泌物が流出する。これはサクラゴムと呼ばれ、フランスやドイツでは更紗の染色用に用いられている。

## 歴史
紀元前2500年頃、エジプト第3王朝でのミイラ作りの際に、包帯の接着剤としてアラビアゴム（当時の名前はkami）が塗布されていた。
1445年にエンリケ航海王子がアルギン島に交易所を設立し、ポルトガルへ奴隷とアラビアゴムを輸出するようになった。それ以降、ポルトガル人、フランス人、オランダ人、イギリス人が、この資源をめぐって18世紀まで争っていた。一部の人は、この戦いをガム戦争と呼ぶ。18世紀にはアルギン島に代わってセネガルにあるフランス領サンルイがアラビアガムの主要交易港となり、セネガル川流域で生産されヨーロッパへと輸出されるゴムの量は19世紀前半には大幅に増大した。